# Courant de Soustons
Le courant de Soustons est un petit fleuve côtier  des Landes, en France.

## Présentation

### Généralités
Le courant de Soustons est l'un des courants landais : il est l'exutoire de l'étang de Soustons. Le Sandre considère que le cours d'eau inclut le plus long affluent de cet étang, prenant sa source sur la commune de Castets sous le nom d'arreuillé de la lagune de Taller, devenant ensuite le ruisseau de Magescq ; selon cette définition, le fleuve mesure 36,1 km de long.
Le courant de Soustons proprement dit nait à l'extrémité sud-ouest de l'étang de Soustons. Il se situe intégralement sur la commune de Soustons, à l'exception de son estuaire, partagé avec la commune voisine de Vieux-Boucau-les-Bains. Sur sa partie finale, il contourne le lac marin de Port d'Albret et traverse l'étang de Pinsolle, avant de se jeter dans l'océan Atlantique à l'emplacement d'une ancienne embouchure de l'Adour.

### Classement
Le courant de Soustons est constitutif du site Natura 2000 (SIC/pSIC) « Zones humides de l'arrière dune du Marensin ».